# Stanfieldiella brachycarpa
Stanfieldiella brachycarpa là một loài thực vật có hoa trong họ Commelinaceae. Loài này được (Gilg & Ledermann ex Mildbr.) Brenan miêu tả khoa học đầu tiên năm 1960.